# Roy Haynes
Roy Haynes (13. března 1925, Boston, USA – 12. listopadu 2024, Nassau County) byl americký jazzový bubeník a leader několika jazzových ansámblů. Byl jedním z nejnahrávanějších jazzových bubeníků, během své více než šedesátilété kariéry hrál celou řadu jazzových stylů: od swingu přes bebop až k fusion a avantgardnímu jazzu.
Profesionální kariéru začal v roce 1945. Velmi rychle se dostal mezi jazzovou špičku, v letech 1947–1949 hrál se saxofonistou Lesterem Youngem, v letech 1949–1952 byl členem kvintetu Charlieho Parkera. Ve stejné době už také nahrával s pianistou Budem Powellem, saxofonisty Wardellem Grayem a Stanem Getzem. Od roku 1953 do roku 1958 koncertoval se zpěvačkou Sarah Vaughan. Poté následovalo období spolupráce s avantgardními muzikanty jako byli například saxofonisté John Coltrane a Eric Dolphy nebo pianisté Chick Corea či Andrew Hill.
Ve výčtu Haynesových spoluhráčů by neměli chybět ani Gary Burton, Miles Davis, Dizzy Gillespie, Henry Grimes, Christian McBride, Jackie McLean, Pat Metheny, Thelonious Monk, Gerry Mulligan, Art Pepper, Horace Tapscott a spousta dalších. Střídavě také vedl různé ansámbly nejvýraznější je asi Hip Ensemble.Jeho poslední nahrávky, které vydal pod svým jménem jsou Fountain of Youth a Whereas, obě byly nominovány na cenu Grammy. I ve vysokém věku nepřestával koncertovat po celém světě.